# Tirrena-Adriàtica 2002
La Tirrena-Adriàtica 2002 va ser la 37a edició de la Tirrena-Adriàtica. La cursa es va disputar en set etapes, una menys que les edicions anteriors, entre el 14 i el 20 de març de 2002, amb un recorregut final de 1.048,7 km.
El vencedor de la cursa fou el neerlandès Erik Dekker (Rabobank ProTeam), que s'imposà a l'italià Danilo di Luca (Saeco) i l'espanyol Óscar Freire (Mapei-Quick Step), segon i tercer respectivament. En les classificacions secundàries, Ruggero Marzoli, guanyà la muntanya, Erik Zabel els punts i el Mapei-Quick Step fou el millor equip.

## Etapes
| Etapa | Data       | Recorregut                      | Km    | Vencedor d'etapa        | Líder de la general  |
| ----- | ---------- | ------------------------------- | ----- | ----------------------- | -------------------- |
| 1a    | 14 de març | Massa Lubrense - Sorrento       | 124,0 | Erik Zabel (GER)        | Erik Zabel (GER)     |
| 2a    | 15 de març | Sorrento - Frosinone            | 213,0 | Paolo Bettini (ITA)     | Erik Zabel (GER)     |
| 3a    | 16 de març | Anagni - Rocca di Cambio        | 185,0 | Danilo di Luca (ITA)    | Danilo di Luca (ITA) |
| 4a    | 17 de març | Rieti - Rieti (CRI)             | 12,7  | Erik Dekker (NED)       | Erik Dekker (NED)    |
| 5a    | 18 de març | Rieti - Torricella Sicura       | 150,0 | Danilo di Luca (ITA)    | Erik Dekker (NED)    |
| 6a    | 19 de març | Rapagnano - Montegranaro        | 214,0 | Franco Pellizotti (ITA) | Erik Dekker (NED)    |
| 7a    | 20 de març | S.B del Tronto - S.B del Tronto | 162,0 | Mario Cipollini (ITA)   | Erik Dekker (NED)    |

## Classificació general
|    | Ciclista                | Equip                  | Temps       |
| -- | ----------------------- | ---------------------- | ----------- |
| 1  | Erik Dekker (NED)       | Rabobank ProTeam       | 28h 45' 24" |
| 2  | Danilo di Luca (ITA)    | Saeco                  | + 18"       |
| 3  | Óscar Freire (ESP)      | Mapei-Quick Step       | + 18"       |
| 4  | Paolo Bettini (ITA)     | Mapei-Quick Step       | + 23"       |
| 5  | Ruslan Ivanov (MDA)     | Alessio                | + 23"       |
| 6  | Guido Trentin (ITA)     | Cofidis                | + 24"       |
| 7  | Paolo Savoldelli (ITA)  | Index-Alexia Alluminio | + 29"       |
| 8  | Jan Hruska (CZE)        | ONCE                   | + 30"       |
| 9  | Franco Pellizotti (ITA) | Alessio                | + 32"       |
| 10 | Jörg Jaksche (GER)      | ONCE                   | + 36"       |